# Ињаки Урдангарин
Ињаки Урдангарин, војвода од Палма де Мајорке (шп. Iñaki Urdangarin), пуним именом Ињаки Урдангарин и Либарт (шп. Iñaki Urdangarín y Liebaert), 15. јануар 1968, је супруг принцезе Кристине, војвоткиње од Палма де Мајорке, члана шпанске краљевске породице, ћерке тренутног шпанског монарха Хуана Карлоса I и његове супруге краљице Софије и некадашњи шпански репрезентативац у рукомету.

## Биографија
Рођен је 1968. године у баскијском градићу Сумарага, а одрастао у Барселони, са једним братом и пет сестара. Породица са очеве линије потиче од баскијског ситног племства.
Са осамнаест година Ињаки постаје професионални рукометаш и почиње да игра за рукометни клуб „Барселона“, где је и остао до краја професионалног бављења спортом 2000. године. У међувремену, такође у Барселони, студирао је у високој школи за пословне студије, "ESADE", где је и дипломирао.
Као члан шпанског рукометног тима учествовао је на трима летњим олимпијским играма: 1992, 1996. и 2000. године.
На летњим олимпијским играма 1996. године, одржаним у Атланти, упознао је своју супругу принцезу Кристину. Венчали су се 4. октобра 1997. године. У браку су добили четворо деце: синове Хуана, Пабла и Мигела и ћерку Ирену. Ступањем у брак постао је званични члан шпанске краљевске породице и понео титулу Војвода од Палма де Мајорке.
Породица је живела у Барселони до 2009. године, где је Ињаки био директор компаније „Моторпрес Иберика“ ("Motorpress Ibérica") , у исто време и партнер у фирми „Ноос Консулторија Естратехика“ ("Nóos Consultoría Estratégica"). Од тада породица се сели у Вашингтон, где ради за компанију „Телефоника“ ("Telefónica").
Војвода Ињаки је, од 2001. године, члан Шпанског олимпијског комитета.
У новембру 2011. године, дошло је до скандала, када је војвода оптужен за финансијске малверзације, тачније оптужен да је новац из јавних фондова користио у приватне сврхе, преко „Ноос“ института у случају „Палма Арена“. Верује се да је са неколико чланова шпанских регионалних министарстава потписивао уговоре на име своје фирме, која се водила као непрофитна невладина организација, за послове који никада нису обављени и послове који су плаћени много више од праве вредности, чиме је оштетио буџет за више од 5.800.000 евра. У децембру 2011. године, антикорупцијски биро је потврдио да је војвода велики део новца пребацио на рачуне у Енглеску и Белизе. 6. фебрауара 2012. године, војвода се појавио на суду под оптужбом за корупцију, заједно са још 14 сарадника, укључујући и бившег премијера Балеарских острва.
Изјавивши да је правда једнака за све, краљ Хуан Карлос се у име шпанске краљевске породице оградио од зета, због финансијских малверзација и објавио да му је од тада забрањено свако учествовање у било којој јавној манифестацији везаној за краљевску породицу. 26. јануара 2013. године, шпанска краљевска породица уклонила је све информације везане за војводу Ињакија, са званичне интернет странице Краљевског дома.

## Породица

### Родитељи
| име             | слика | датум рођења        | датум смрти   |
| --------------- | ----- | ------------------- | ------------- |
| Хуан Урдангарин |       | 19. септембар 1932. | 10. мај 2012. |
| Клер Куртен     |       | 16. јул 1935.       |               |

### Супружник
| име                         | слика | датум рођења  |
| --------------------------- | ----- | ------------- |
| Кристина од Бурбона и Грчке |       | 13. јун 1965. |

### Деца
| име                           | слика | датум рођења        |
| ----------------------------- | ----- | ------------------- |
| Хуан Урдангарин и од Бурбона  |       | 29. септембар 1999. |
| Пабло Урдангарин и од Бурбона |       | 6. децембар 2000.   |
| Мигел Урдангарин и од Бурбона |       | 30. април 2002.     |
| Ирена Урдангарин и од Бурбона |       | 5. јун 2005.        |